# Cervejaria Eichbaum

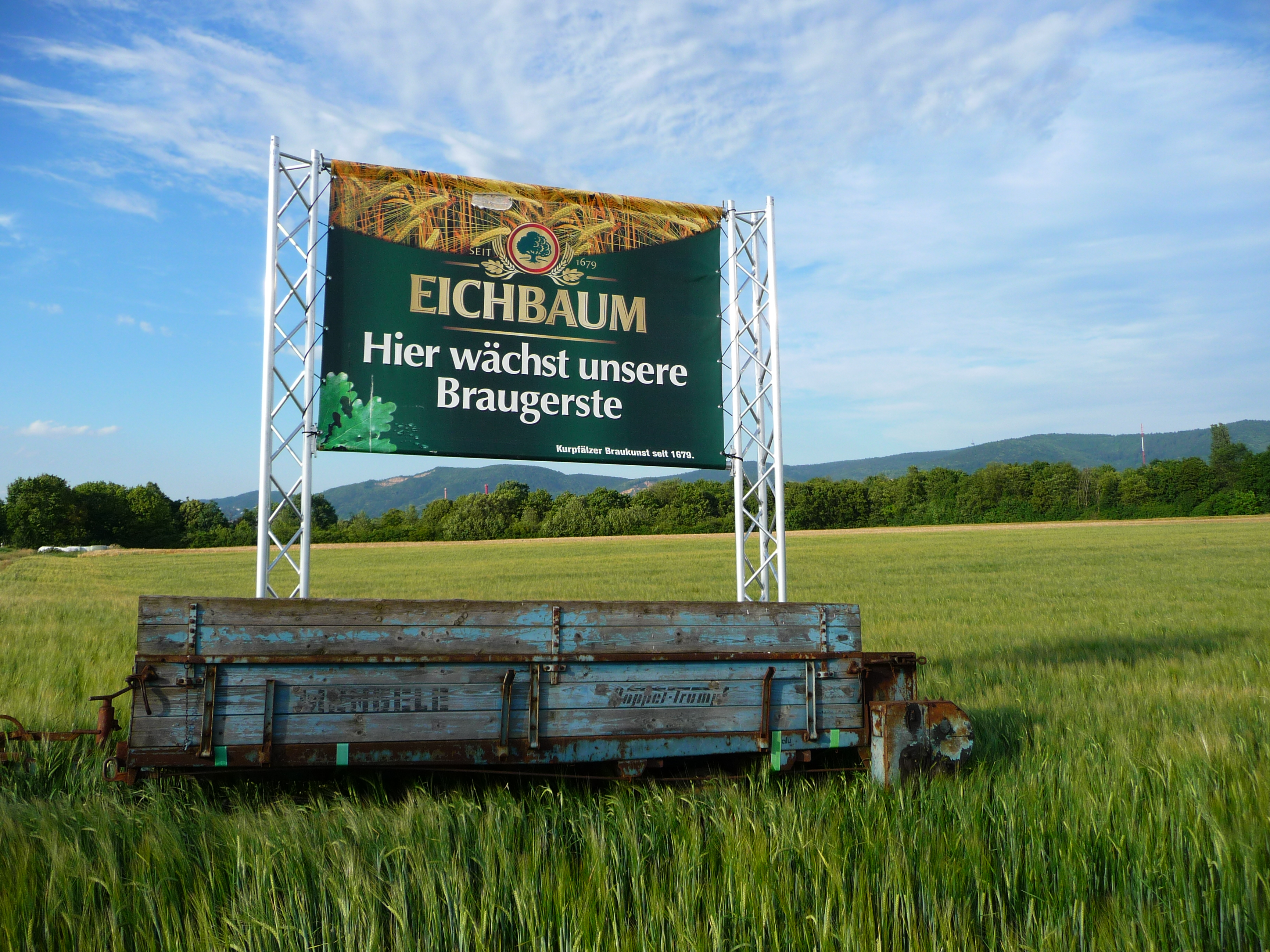
Local de produção de um dos fornecedores de cevada

A Cervejaria Eichbaum SA (em alemão:  Privatbrauerei Eichbaum GmbH & Co. KG) é uma empresa produtora de bebidas, sediada em Mannheim. Lider no ramo na região metropolitana Rhein-Neckar, com as marcas Eichbaum, Ureich, Gerstel e Karamalz. Em 2005 obteve um lucro de 105 milhões de euros, com 480 funcionários.

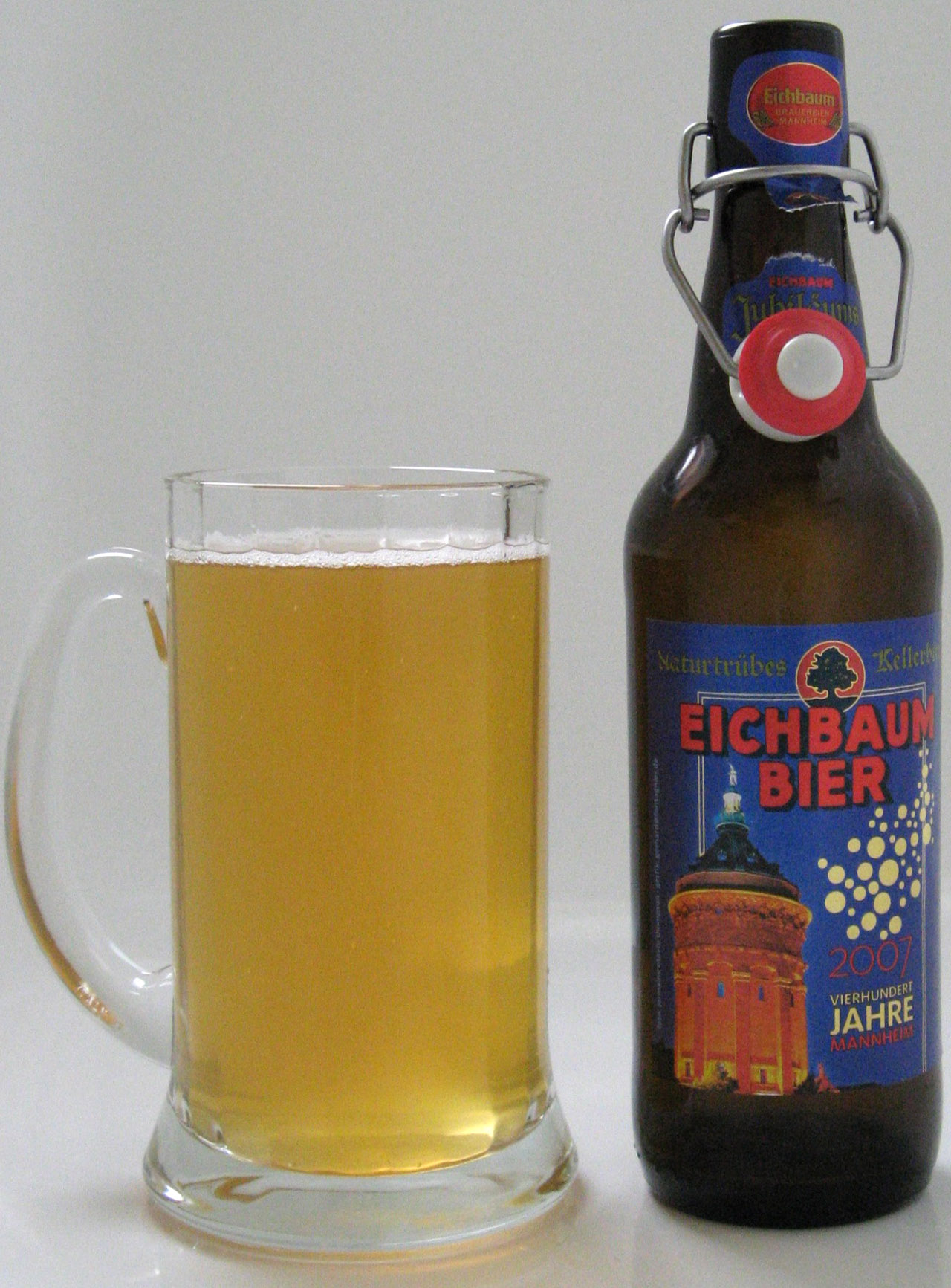